# هانس إسحاق
هانس إسحاق (بالملايوية: Hans Isaac)‏ هو نجم اجتماعي وعارض ماليزي، ولد في 20 أغسطس 1971 في جوهر بهرو في ماليزيا.

## وصلات خارجية
- هانس إسحاق على موقع IMDb (الإنجليزية)
- هانس إسحاق على موقع قاعدة بيانات الفيلم (الإنجليزية)